# Маргарет Кіпкембої
Маргарет Челімо Кіпкембої (англ. Margaret Chelimo Kipkemboi, нар. 9 лютого 1993) — кенійська легкоатлетка, яка спеціалізується в бігу на середні та довгі дистанції, чемпіонка Африканських ігор, призерка чемпіонатів світу та Африки.
На чемпіонаті світу-2019 здобула «срібло» на дистанції 5000 метрів.